# The Big Cartoon DataBase
The Big Cartoon DataBase (o per abreujar BCDB) és una base de dades en línia d'informació sobre dibuixos animats, tant llargmetratges, programes de televisió com curtmetratges de dibuixos animats.
El projecte BCDB va començar el 1996 com una llista d'animacions de Disney a l'ordinador local del creador Dave Koch. En resposta a un interès creixent pel material, la base de dades va entrar en línia el 1998 com a recurs cercable dedicat a recopilar informació sobre dibuixos animats, incloent detalls sobre la producció com a actors de veu, productors i directors, així com resums de trames i ressenyes d'usuaris de dibuixos animats. El 2003, BCDB es va convertir en una empresa sense ànim de lucre de 501 (c). El 24 de juny de 2009, el creador Dave Koch va anunciar als seus fòrums BCDB que el lloc tenia 100.000 títols.

## Característiques
Una de les funcions del BCDB és la seva pàgina "més ben valorada" que ofereix una llista de les 25 millors pel·lícules d'animació segons les votacions dels usuaris registrats del lloc web. Les valoracions es mostren en funció de la puntuació més alta i també dels dibuixos animats que rebin el major nombre de vots. Els usuaris tenen l'opció de qualificar una pel·lícula des de "1" (més baix) a "10" (la més alta). Per protegir-se dels intents de distorsionar les dades, la base de dades utilitza filtres de dades i una quota de vot per intentar donar una probabilitat bayesiana precisa. El BCDB també té una funció de dibuixos animats amb una nota més baixa de 20 que, basada en les mateixes dades, mostra els dibuixos animats pitjor valorats a la base de dades.
BCDB també inclou un fòrum en línia enllaçat on els usuaris expressen la seva opinió sobre els dibuixos animats i/o fan preguntes al respecte. El fòrum està disponible per a tots els usuaris registrats i està activament moderat per un equip de moderadors i administradors.
Altres funcions inclouen notícies relacionades amb la indústria de l'animació i la galeria d'imatges afegida recentment, que permet als usuaris veure imatges de diversos personatges de dibuixos animats preses de pel·lícules populars.

## Reconeixement
El 2002, The San Diego Union Tribune va classificar BCDB com un "lloc top" i va escriure "amb més de 42.000 dibuixos animats, 2.000 sèries [,] i 1.300 revisions de dibuixos animats; aquesta pot ser una de les bases de dades de dibuixos animats més grans d'Internet". El 2005, Apple Hot News va escriure "The Big Cartoon Database is the place to find in depth information about any cartoon ever made" (The Big Cartoon Database és el lloc on trobar informació en profunditat sobre qualsevol dibuix animat mai publicat). L'any 2006, la Reference and User Services Association (Associació de Serveis de Referència i Usuaris) va informar, a la seva vuitena llista anual de millors llocs web de referència gratuïta, que "The Big Cartoon Database is the definitive Web compendium for anyone interested in the history of animation." (The Big Cartoon Database és el compendi Web definitiu per a qualsevol persona interessada en la història de l'animació).
El BCDB ha estat utilitzat com a referència per fonts de notícies com Hartford Courant, The San Diego Union Tribune, Oakland Tribune, Beacon News, USA Today, i Antimation World Networkmón, entre d'altres. Que's Official Internet Yellow Pages valora el lloc com a cinc estrelles (sobre 5).